# جواو غونسالفيس
جواو غونسالفيس (بالبرتغالية: João Gonçalves‏) (18 يناير 1988 في البرتغال - ) هو لاعب كرة قدم برتغالي في مركز الدفاع. شارك مع منتخب البرتغال تحت 21 سنة لكرة القدم. أما مع النوادي، فقد لعب مع سبورتينغ لشبونة ب وسبورتينغ لشبونة وفيتوريا دي غيماريش ونادي أولهانينسي وC.D. Olivais e Moscavide ‏.

## وصلات خارجية
- جواو غونسالفيس على موقع قاعدة بيانات كرة القدم.إي يو (الإنجليزية)
- جواو غونسالفيس على موقع Soccerway.com (الإنجليزية)